# Тягичев, Владимир Владимирович
Владимир Владимирович Тягичев — российский актёр театра и кино, режиссёр, сценарист, композитор, поэт, певец, телеведущий, диктор, шоумен, продюсер. Почётный деятель искусств города Москвы (2011).

## Биография
Родился 8 октября 1971 года в городе Горьком.
Провел детство в заполярном Норильске, где с пяти лет играл на сцене драматического театра имени В. В. Маяковского. Закончил музыкальную школу по классу скрипки и фортепиано.
В 1988 году поступил в Горьковское театральное училище, но со второго курса был призван в ряды Вооруженных Сил.
Попал в команду актеров ЦАТСА, играл в 12 спектаклях театра, но через полгода команду заметно сократили, и оставшиеся полтора года он служил подмосковном городе Кубинка, где и получил первую профессию — пожарный спасатель. Вернувшись из армии, поработал сезон в известном ему с детства родном Норильском Заполярном Театре им. В. В. Маяковского.
В 1992 он поступил в ГИТИС и сразу, с первого курса, стал играть в спектаклях театра имени М. Н. Ермоловой и театре-студии «Тест».
С 1993 года — актёр Московского Театра Луны под руководством Народного артиста России С. Б. Проханова.
В 1994 году учился в Middlesex University.
В 1996 году он окончил РАТИ, мастерская народного артиста СССР, профессора В. А. Андреева.
Сотрудничал с Театром им. М. Н. Ермоловой, Театральной компанией Сергея Виноградова, «Ля театром» Вадима Дубровицкого, Театром-студией «Тест», Центральным Академическим Театром Российской Армии, Комическим театром «Квартет И», Театром кукол им. Сергея Образцова, Театром Надежды Кадышевой «Золотое кольцо», ТеАРТом Евгения Герчакова, ЦДРИ, МТЮА на Дмитровке.
В 2002 году создал в театре Луны музыкальную шоу-группу «Недевочки», для которой пишет тексты песен и является одним из вокалистов.
2017  — член жюри Международного Детского Театрального фестиваля «Один день с театром» в Москве.
Член жюри 1-го и 2-го международного фестиваля «X-DANCE» в Македонии (2013 и 2014 гг.).
Ведущий и член жюри фестиваля «Музыкальный снегопад» в г. Нея Костромской обл. (2012, 2013,2014). Автор и исполнитель гимна города Нея и гимна фестиваля.
Ведущий фестиваля «Весна победы» в г. Нея (2012, 2013,2014, 2015). Автор и исполнитель гимна фестиваля.
2007 — член жюри международного детского кинофестиваля «КИНОТАВРИК» в г. Сочи.
2010 — член жюри международного детского кинофестиваля «КИНОТАВРИК» в г. Сочи.
С 1999 года — член Союза Театральных Деятелей России.
С 2005 года — член Российского Авторского Общества.
Был ведущим следующих телепередач: «Спокойной ночи, малыши», «Топ-сафари» (Рен-ТВ), «Время Сатурна» (7ТВ, РТВ).
Снимался в следующих телеиграх: «Сто к одному», «Слабое звено», «Пойми меня», «Кто во что горазд» (М1), «Дог-шоу», «Устами младенца».

## Спортивная деятельность
С 2002 года — ведущий-шоумен, диктор на матчах Российских и международных соревнований команд «Динамо» (Москва) по всем видам спорта, ФК «Сатурн» (Раменское), БК «Триумф» (Люберцы) МФК КПРФ (Москва), ХК «Витязь» (Подольск).
Диктор по стадионам «Динамо», «Сатурн».
С 2006 года является ведущим и судьей-информатором чемпионатов и кубков России по рукопашному бою в Москве и Самаре.
Ведущий футбольной лиги РЖД, лиги РЖД по пляжному футболу и пляжному волейболу, плаванию, шахматам и хоккейной лиги РЖД в 2012, 2013, 2014, 2015 и 2016 годах.
2005 — ведущий финала Кубка УЕФА по мини-футболу. Ведущий Финала Четырёх Кубка России по баскетболу.
2007 — ведущий традиционного легкоатлетического Мемориала братьев Знаменских. Ведущий Финала Четырёх Лиги Чемпионов по волейболу.
2008 — ведущий и судья-информатор Финала Четырёх Кубка УЕФА по мини-футболу. Диктор Кубка Интертото по футболу в Раменском.
2009 — ведущий Финала Четырёх Кубка России по баскетболу.
2011 — ведущий и судья-информатор Элитного раунда Кубка УЕФА по мини-футболу. Ведущий праздника «Волейбол в сердце Столицы» на Красной площади.
2012 — ведущий финала женского Кубка ЕКВ по волейболу.
С 2012 года диктор хоккейных матчей КХЛ на МСА «Лужники» и арене «МЕГАСПОРТ».
В 2012 и 2013 годах — ведущий Восьмого и Девятого Военно-спортивного форума России на Красной площади.
С 2014 года — ведущий международного женского турнира по мини-футболу среди 4-х национальных сборных команд под эгидой АМФР и РФС в «Крокус-Сити».
2014 — диктор матча Звезд Хоккея в Сочи.
С 2014 года — ведущий финальных матчей «Золотой студенческой Лиги» Мини-футбола в «Крокус-Сити» в рамках проекта «Мини-футбол в ВУЗы».
С 2015 года — ведущий матчей звезд Мини-футбола и проекта «Мини-футбол в школы».
С 2016 года — официальный диктор и комментатор Кубка Легенд по хоккею.
2015 — ведущий первого чемпионата России по мини-футболу среди банков и корпораций под эгидой АМФР в «Крокус-Сити».
С 2015 года — ведущий ежегодных турниров по волейболу среди металлургических корпораций в МГТУ им. Баумана.
2015 — ведущий финала европейского кубка конфедераций по волейболу.
С 2015 года — ведущий финала матчей Чемпионата России в Суперлиге по мини-футболу
2015 — ведущий Финала Четырёх Кубка России по Женскому волейболу.
2015 — диктор финального матча международного хоккейного турнира «Золотая шайба» в Сочи.
С 2016 года — ведущий всех матчей Лиги Легенд хоккея.
2016 — ведущий Финала Четырёх Суперлиги Чемпионата России по Женскому волейболу.
2016 — официальный комментатор Кубка Легенд на Открытом катке в «Парке Легенд ВТБ»
2017 — ведущий  IV Международного Евразийского турнира по мини-футболу для клубных команд «Кубок Ерёменко».
С 2017 года — диктор благотворительных матчей Ночной хоккейной Лиги России в Норильске.
С 2017 года — ведущий Финалов Кубка России по мини-футболу.
2017 — комментатор 2-х выставочных хоккейных матчей Звезд Хоккея на Открытом катке Парка Легенд.
С 2013 года — диктор хоккейных матчей КХЛ в ледовом дворце «Витязь» г. Подольска.
C 2014 года — диктор ведущий матчей турниров «Золотая шайба» и НХЛ (Ночной хоккейной лиги).
С 2016 года — член Попечительского совета Женского Футбольного Клуба «Динамовка» (Москва).
С 2019 года — диктор «ВТБ-Арены» Центрального стадиона «Динамо» имени Льва Яшина».

## Роли в театре

### Театр Луны
| Год  | Название                                | Роль (роли)                                                  | Режиссёр (режиссёры)            |
| ---- | --------------------------------------- | ------------------------------------------------------------ | ------------------------------- |
| 1994 | Мечты маленького Робинзона              | Робинзон Крузо, отец, пират, шаман                           | Сергей Проханов                 |
| 1995 | Византия                                | Трапезондский царь                                           | Сергей Проханов                 |
| 1995 | Сны взрослого Робинзона                 | Пятница, Робинзон                                            | Сергей Проханов                 |
| 1998 | Таис сияющая                            | Птолемей                                                     | Сергей Проханов                 |
| 1999 | Путешествие дилетантов                  | Матрос                                                       | Сергей Проханов                 |
| 2002 | Фанта-инфанта                           | Художник                                                     | Сергей Проханов                 |
| 2004 | Большой взрыв                           |                                                              | Сергей Проханов                 |
| 2004 | Ричард III                              | Герцог Бекингем                                              | Альгирдас Латенас               |
| 2005 | Рубиновый вторник                       | Санитар Уоррен                                               | Павел Урсул                     |
| 2006 | Ноты Нино Роты                          | Пахан                                                        | Олег Николаев                   |
| 2006 | Рококо                                  | Мсье Одинокий                                                | Андрей Максимов                 |
| 2007 | Что бы я спел на Луне                   | Ведущий, автор сценария                                      | Владимир Тягичев                |
| 2008 | Коррида, или Роман с бессонной ночью    | Дон Фрай Луис                                                | Сергей Проханов                 |
| 2009 | Мэри Поппинс NEXT                       | Мистер Бэнкс                                                 | Сергей Проханов                 |
| 2009 | Мата Хари: глаза дня                    | Капитан МакЛеод, капитан Леду                                | Дарья Попова                    |
| 2011 | Нельская башня                          | Орсини                                                       | Дарья Попова                    |
| 2012 | Орфей и Эвридика                        | Отец Орфея                                                   | Гульнара Галавинская            |
| 2013 | Антракт                                 | Пётр                                                         | Наталья Когут, Владимир Тягичев |
| 2014 | Ящерица                                 | Рыжий                                                        | Елена Оленина, Владимир Тягичев |
| 2016 | Двое бедных румын, говорящих по-польски | Водитель, Кабан, Капитан парома                              | Павел Урсул                     |
| 2017 | Жаворонок                               | Архиепископ Кошон                                            | Наталья Когут, Владимир Тягичев |
| 2018 | Королева (Уничтожь меня завтра)         | Орсини                                                       | Дарья Попова                    |
| 2019 | Солнышко моё                            | Астрофизик Алекс, проводница ИрЫна, урка, старик на кладбище | Павел Урсул                     |
| 2019 | Любовь по Фрейду                        | Вильгельм Флисс                                              | Евгений Герчаков                |
| 2020 | Шумовик                                 | Звукорежиссер своей студии звукозаписи                       | Александр Рыхлов                |

### Проект ГоскорпорацииРосатом«NUCLEAR KIDS 2021»
| Год  | Название      | Роль      |
| ---- | ------------- | --------- |
| 2021 | Зимняя сказка | Дед Мороз |

### Норильский заполярный Театр драмы им. В. В. Маяковского.
| Год  | Название        | Роль (роли)            | Режиссёр          |
| ---- | --------------- | ---------------------- | ----------------- |
| 1977 | Случай в метро  | Дэви                   | Леонид Белявский  |
| 1979 | Мера за меру    | Паж, партия на скрипке | Андрей Андреев    |
| 1985 | Змеелов         | Серёжа Шорохов         | Семён Гальперин   |
| 1987 | Чмо             | Капитан Бронин         | Анатолий Кошелёв  |
| 1988 | Вся надежда     | Прохожий               | Александр Зыков   |
| 1991 | Золотой мальчик | Фотокорреспондент      | Константин Коваль |
| 1992 | Ночь ошибок     | Мистер Марло, Роджер   | Константин Коваль |

### Учебный Театр Горьковского театрального училища
| Год  | Название | Роль    | Режиссёр        |
| ---- | -------- | ------- | --------------- |
| 1988 | Полянка  | Лягушка | Рузанна Бунатян |

### Центральный Академический Театр Советской Армии
| Год  | Название                           | Роль                    | Режиссёр       |
| ---- | ---------------------------------- | ----------------------- | -------------- |
| 1989 | Адам и Ева                         | Солдат                  | Ион Унгуряну   |
| 1989 | Дама с камелиями                   | Молодой человек на балу | А. Бурдонский  |
| 1989 | Идиот                              | Человек Рогожина        | Юрий Еремин    |
| 1989 | Имя странного Потёмкина            | Поручик Валериан Зубов  | Ион Унгуряну   |
| 1989 | Кортик                             | Товарищ Никитского      | Сергей Вальков |
| 1989 | Макбет                             | Шотландский воин        | Ион Унгуряну   |
| 1989 | Моя профессия — синьор из общества | Итальянский мальчишка   | Павел Хомский  |
| 1989 | Павел I                            | Солдат павловской армии | Леонид Хейфиц  |
| 1989 | Святая святых                      | Крестьянин              | Ион Унгуряну   |
| 1989 | Смерть Иоанна Грозного             | Стражник                | Леонид Хейфиц  |

### Театр имени М. Н. Ермоловой
| Год  | Название   | Роли              | Режиссёры                          |
| ---- | ---------- | ----------------- | ---------------------------------- |
| 1992 | Лето и дым | Музыкант, испанец | Владимир Андреев, Натэлла Бритаева |

### Театр-студия «Тест»
| Год  | Название                | Роль (роли)                 | Режиссёр         |
| ---- | ----------------------- | --------------------------- | ---------------- |
| 1993 | Любите ли Вы барабашку? | Студент, тусовщик, музыкант | Натэлла Бритаева |
| 1993 | Северная обезьянка      | Лесной музыкант             | Натэлла Бритаева |

### Учебный ТеатрГИТИС
| Год  | Название                               | Роль            | Режиссёр (режиссёры)                |
| ---- | -------------------------------------- | --------------- | ----------------------------------- |
| 1994 | Бег                                    | Генерал Чарнота | Владимир Тарасенко                  |
| 1994 | Золотой ключик, или деревянное счастье | Кот Базилио     | Арсений Ковальский                  |
| 1995 | Ромео и Джульетта                      | Меркуцио        | Валентин Тепляков, Марина Кайдалова |

### Театральная компанияСергея Виноградова
| Год  | Название          | Роль             | Режиссёр          |
| ---- | ----------------- | ---------------- | ----------------- |
| 1997 | Набоков. Машенька | Алик Горноцветов | Сергей Виноградов |
| 1999 | Пена Дней         | Николя           | Сергей Виноградов |

### Антреприза совместно стеатром Образцова
| Год  | Название           | Роль                            | Режиссёр         |
| ---- | ------------------ | ------------------------------- | ---------------- |
| 2000 | Аршин мал алан     | Сулейман                        | Адель Искандер   |
| 2002 | По сказкам Пушкина | Рассказчик, поп, чёрт, чертёнок | Владимир Тягичев |

### Комический Театр «Квартет И»
| Год  | Название     | Режиссёр         |
| ---- | ------------ | ---------------- |
| 2003 | Клуб комедий | Сергей Петрейков |

### ТеатрНадежды Кадышевой«Золотое кольцо»
| Год  | Название                           | Роль  | Режиссёр          |
| ---- | ---------------------------------- | ----- | ----------------- |
| 2004 | Узнер Ганджибеков «Аршин мал алан» | Велли | Ильхам Ханбудагов |

### ТеАРТЕвгения Герчакова
| Год  | Название                         | Роли                     | Режиссёр         |
| ---- | -------------------------------- | ------------------------ | ---------------- |
| 2008 | Фрейд и его деревянные солдатики | Фриц Шильке, Ганс Шильке | Евгений Герчаков |

### ЦДРИ
| Год  | Название        | Роль    | Режиссёр         |
| ---- | --------------- | ------- | ---------------- |
| 2012 | Торжество танца | Ведущий | Владимир Тягичев |

### Детский музыкальный театр юного актёра
| Год  | Название   | Роль       | Режиссёр          |
| ---- | ---------- | ---------- | ----------------- |
| 2012 | Пять Верон | Рассказчик | Светлана Горшкова |

### Фильмография
| Год  | Тип                      | Название                                                              | Роль                                                                                    |
| ---- | ------------------------ | --------------------------------------------------------------------- | --------------------------------------------------------------------------------------- |
| 1987 | Фильм                    | Цирк приехал                                                          |                                                                                         |
| 1988 | Фильм                    | Мисс миллионерша                                                      |                                                                                         |
| 1996 | Фильм                    | Карнавальная ночь — 2                                                 |                                                                                         |
| 2000 | Фильм                    | Alcstory                                                              | Володя                                                                                  |
| 2001 | Телеспектакль            | Набоков. Машенька.                                                    | Горноцветов                                                                             |
| 2001 | Сериал                   | На углу у Патриарших — 2                                              | Вован, телохранитель Громова                                                            |
| 2001 | Сериал                   | Не покидай меня, любовь                                               | Актер труппы театра (эпизодическая роль)                                                |
| 2002 | Сериал                   | Линия защиты                                                          | Корреспондент в пятой серии «Одна сатана»                                               |
| 2002 | Сериал                   | Сегодня-завтра                                                        | Юрий, доктор медицинских наук, друг Сарбаста                                            |
| 2002 | Сериал                   | Служба счастья                                                        | Музыкант из школы № 20                                                                  |
| 2003 | Сериал                   | Первый русский генералиссимус                                         | Петр I                                                                                  |
| 2004 | Сериал                   | Возвращение Титаника — 2                                              | Журналист (эпизодическая роль)                                                          |
| 2004 | Сериал                   | Нежное чудовище                                                       | Петр Сиволапов, драматург, пьесы которого ставят в театре его подруги — Алены           |
| 2004 | Сериал                   | Слова и музыка                                                        | Сотрудник агентства Марго                                                               |
| 2005 | Сериал                   | Клоунов не убивают                                                    | Мирзоян                                                                                 |
| 2006 | Сериал                   | Тюрьма особого назначения                                             | Священнослужитель в первой серии                                                        |
| 2007 | Сериал                   | Дочки-матери                                                          | Аркадий Юрьевич Удальцов, директор рекламного агентства Удальцова                       |
| 2007 | Сериал                   | Сваха                                                                 | Борис, поэт и переводчик с японского                                                    |
| 2008 | Сериал                   | Ермоловы                                                              | Шура, рок-музыкант                                                                      |
| 2008 | Сериал                   | Театр смерти                                                          | Петр Сиволапов                                                                          |
| 2009 | Сериал                   | Город соблазнов                                                       | Мастер (Илья)                                                                           |
| 2009 | Сериал                   | Крем                                                                  | Николай, финансовый директор косметической корпорации «Эстэтэк»                         |
| 2009 | Сериал                   | Огни большого города                                                  | Илья, оператор, друг Лики                                                               |
| 2010 | Сериал                   | Дворик                                                                | Художник-авангардист, знакомый Полины                                                   |
| 2010 | Сериал                   | Маргоша (3 сезон)                                                     | Владимир Олегович (бизнесмен)                                                           |
| 2010 | Фильм                    | Счастье по контракту                                                  | Друг Сергея Одинцова                                                                    |
| 2011 | Сериал                   | Лесник                                                                | «Учитель», предводитель секты                                                           |
| 2011 | Сериал                   | Раскол                                                                | Архиепископ Иосиф Астраханский                                                          |
| 2012 | Сериал                   | Москва. Три вокзала — 4                                               | Кирилл Горячев, коммерческий директор компании                                          |
| 2013 | Сериал                   | Семейные обстоятельства                                               | Валера, лучший друг главного героя.                                                     |
| 2015 | Сериал                   | Школа выживания от одинокой женщины с тремя детьми в условиях кризиса | Евгений Геннадьевич, начальник фирмы, чьи подчиненные называют его «Наше Солнышко»      |
| 2016 | Сериал                   | Анна-детективъ                                                        | Отец Келарь — гл. роль в «истории» (39-я и 40-я серии «Демиург»)                        |
| 2016 | Сериал                   | Кухня                                                                 | Гость в ресторане                                                                       |
| 2016 | Короткометражная комедия | Пернатый муфлон                                                       | Закадровый голос от автора                                                              |
| 2016 | Сериал                   | Такая работа — 3                                                      | Олег Андреевич Степанов, сводный брат Нади                                              |
| 2016 | Сериал                   | Чемпионы — 2                                                          | Спортивный комментатор классической греко-римской борьбы поединков Александра Карелина. |
| 2017 | Сериал                   | Склифосовский — 5                                                     | Байкер Сергей Шанцев — роль в «истории» (11-я серия 5-го сезона)                        |
| 2018 | Сериал                   | Тайны госпожи Кирсановой                                              | Купец Иван Демидович Гребенкин                                                          |
| 2019 | Фильм                    | Медный всадник России                                                 | Григорий Корчебников                                                                    |
| 2019 | Сериал                   | Балабол-4                                                             | Режиссёр рекламы                                                                        |
| 2021 | Сериал                   | Дневник Достоевского                                                  | Профессор Александр Дмитриевич Градовский                                               |

## Озвучивание
| Год  | Тип                              | Название                                               | Оригинальное название                                               | Роль (роли) |
| ---- | -------------------------------- | ------------------------------------------------------ | ------------------------------------------------------------------- | --- |
| 2005 | Фильм                            | Клоунов не убивают                                     |                                                                     | Несколько ролей |
| 2005 | Сериал                           | Оперативный псевдоним (2 сезон)                        |                                                                     | Футбольный телекомментатор |
| 2007 | Художественно-анимационный фильм | Зачарованная                                           | Enchanted                                                           | Адвокат Генри, конферансье на балу |
| 2007 | Фильм                            | Красотки в молоке                                      | Cow Belles                                                          | Рид |
| 2007 | Анимационный фильм               | Рататуй                                                | Ratatouille                                                         | Рекламный агент Франсуа, мужчина в старом кино, крысы, люди |
| 2007 | Документальный фильм             | Раёк                                                   | Раёк                                                                | Диктор, закадровый голос |
| 2007 | Фильм                            | Реальные кабаны                                        | Wild hogs                                                           | Джек |
| 2008 | Анимационный фильм               | Вольт                                                  | Bolt                                                                | Главный менеджер шоу |
| 2008 | Фильм                            | Классный мюзикл                                        | High school musical                                                 | Джек Болтон |
| 2008 | Фильм                            | Классный мюзикл: Каникулы                              | High school musical — 2                                             | Джек Болтон |
| 2008 | Фильм                            | Классный мюзикл: Выпускной                             | High school musical — 3                                             | Джек Болтон |
| 2008 | Анимационный фильм               | Пиноккио                                               | Pinocchio                                                           | Диктор |
| 2009 | Анимационный фильм               | Вверх                                                  | Up                                                                  | Собака по имени Даг в фильме и компьютерной игре |
| 2009 | Фильм                            | Вестсайдская история                                   | West Side story                                                     | Тони |
| 2009 | Сериал                           | Десантура                                              |                                                                     | Офицер у штаба |
| 2009 | Фильм                            | Книга мастеров                                         |                                                                     | Компьютерная игра |
| 2009 | Фильм                            | Самый лучший фильм 2                                   |                                                                     | Режиссёр |
| 2009 | Анимационный фильм               | Секретная миссия Дага                                  |                                                                     | Даг |
| 2009 | Анимационный фильм               | Феи 2: Потерянное сокровище                            | Tinker Bell and the Lost Treasure                                   | Министр осени |
| 2010 | Анимационный сериал              | На замену                                              | Replacements                                                        | Дик Дэринг |
| 2010 | Сериал                           | Ханна Монтана                                          | Hannah Montana                                                      | Робби Рэй Стюарт |
| 2010 | Фильм                            | Ханна Монтана: кино                                    | Hannah Montana: The Movie                                           | Робби Рэй Стюарт |
| 2011 | Сериал                           | Обвиняемый                                             |                                                                     | Депутат Соловьев, главарь секты отец Петр, Горин, владелец салона красоты Феликс, директор певца Танькова, Пензин владелец подпольного казино Базаров, генерал, рыбак |
| 2011 | Художественно-анимационный фильм | Смурфики                                               | The Smurfs in 3d                                                    | Заключенный Бубба, полицейский, 2 таксиста, папа в магазине, смурфики, люди                                                                                           |
| 2011 | Фильм                            | Волшебники на борту с Ханной Монтаной                  | Wizards on deck with Hannah Montana                                 | Робби Рэй Стюарт |
| 2011 | Фильм                            | Ханна Монтана и Майли Сайрус: концерт                  | Hannah Montana and Miley Cyrus: Best of Both Worlds Concert         | Робби Рэй Стюарт |
| 2012 | Фильм                            | Милая Фрэнсис                                          | Frances Ha                                                          | Энди |
| 2012 | Анимационный фильм               | От винта!                                              |                                                                     | Комментатор авиашоу |
| 2013 | Анимационный сериал              | Академия Грув                                          | Groove High                                                         | Мистер Хрустик Кенгуру, Мистер Чейз, Джузеппе |
| 2013 | Анимационный фильм               | Джастин и рыцари доблести                              | Justin and the knights of valour                                    | Разбойник Копас, пристав, чиновник, танцор, заключенный |
| 2013 | Сериал                           | Любовницы (1 сезон)                                    | Mistresses                                                          | Доминик Монтгомери, частный детектив Динджесс |
| 2013 | Фильм                            | По признакам совместимости                             | Jewtopia                                                            | доктор Билл Гинзбург, несколько эпизодических горожан |
| 2014 | Фильм                            | Белые ночи почтальона Тряпицына                        |                                                                     | Юрий, деревенский житель |
| 2014 | Фильм                            | Блондинка в эфире                                      | Walk of Shame                                                       | Стив |
| 2014 | Сериал                           | Любовницы (2 сезон)                                    | Mistresses                                                          | Доминик Монтгомери, частный детектив Динджесс, агент Гордон, спортивный комментатор                                                                                   |
| 2014 | Фильм                            | Опасная иллюзия                                        | The Necessary Death of Charlie Countryman                           | Полицейский Раду в аэропорту Бухареста, румынский таможенник |
| 2014 | Фильм                            | Пластик                                                | Plastic                                                             | Кларксон |
| 2014 | Анимационный фильм               | Самолёты-2: Огонь и Вода                               | Planes: Fire and Rescue                                             | Экспресс, Броуди, эпизодические роли |
| 2014 | Фильм                            | Человек ноября                                         | The November Man                                                    | Лебеденко |
| 2014 | Фильм                            | Элементарная любовь (Приключения маленьких итальянцев) | Amori Elementari                                                    | Хоккейный комментатор |
| 2015 | Фильм                            | Большая игра                                           | Big Game                                                            | Финский пилот вертолета |
| 2015 | Сериал                           | Любовницы (3 сезон)                                    | Mistresses                                                          | Доминик Монтгомери |
| 2015 | Фильм                            | Костяной томагавк                                      | Bone Tomahawk                                                       | Пианист в баре |
| 2016 | Компьютерная игра                | Hearthstone                                            | Hearthstone                                                         | Чернокнижник и ещё 5 персонажей |
| 2016 | Компьютерная игра                | Варкрафт — 6: Легион                                   | World of Warcraft: Legion                                           | 8 разных демонов и орков. |
| 2016 | Фильм                            | Большой босс                                           | The Boss                                                            | Президент компании, официант, мужчина в клубе, режиссёр фильма |
| 2016 | Фильм                            | Бен Гур                                                | Ben-Hur                                                             | Флор, а также капитан галеры |
| 2016 | Фильм                            | Голограмма для короля                                  | A Hologram for the King                                             | Хасан, Фархад |
| 2016 | Фильм                            | Двое во вселенной                                      | La corrispondenza                                                   | Оттавио |
| 2016 | Фильм                            | Идём со мной                                           | Blackway                                                            | Громила-Скилл |
| 2016 | Анимационный Фильм               | Невероятный Блинки Билл                                | Blinky Bill the Movie                                               | Тони, Ричи, директор зоопарка, грузчик |
| 2016 | Фильм                            | Пазманский дьявол                                      | Bleed for this                                                      | Ведущий боя на ринге, Эм-си (взвешиватель боксеров перед боем), Хозяин спортбара, Мужчина в казино, Телохранитель Винни, Распорядитель в казино.                      |
| 2016 | Короткометражная комедия         | Пернатый муфлон                                        |                                                                     | Закадровый голос от автора |
| 2016 | Фильм                            | Чемпионы — 2                                           |                                                                     | Спортивный комментатор |
| 2017 | Компьютерная игра                | Dota 2                                                 | Dota 2                                                              | Huskar и Juggernaut |
| 2017 | Фильм                            | Призрак в доспехах                                     | Ghost in the Shell                                                  | Бато |
| 2017 | Компьютерная игра                | Assasin's Creed: Origins                               | Assasin's Creed: Origins                                            | Закадровый голос к трейлеру игры, несколько персонажей. |
| 2017 | Анимационный ролик               | Новогодние поздравления Дага                           |                                                                     | Даг |
| 2018 | Компьютерная игра                | Far Cry 5                                              | Far Cry 5                                                           | Пастор Джером Джеффрис, Джеймс Кеннет |
| 2018 | Компьютерная игра                | Tom Clancy’s Rainbow Six                               | Tom Clancy’s Rainbow Six                                            | Каид |
| 2018 | Компьютерная игра                | Assasin's Creed: Egypt                                 | Assasin's Creed: Egypt                                              | Главарь разбойников |
| 2018 | Фильм                            | MMA, UFC, Bellator...                                  | MMA, UFC, Bellator...                                               | Закадровый голос от автора |
| 2019 | Клип                             | Пошлая Молли                                           | Пошлая Молли                                                        | Директор школы |
| 2019 | Фильм                            | Миллион мелких осколков                                | A million little pieces                                             | Закадровый голос от автора, бармен |
| 2020 | Фильм                            | Хищные птицы: потрясающая история Харли Квинн          | Birds of Prey: And the Fantabulous Emancipation of One Harley Quinn | Комментатор боев, главарь мафии, полицейский, заключенный, старик |
| 2020 | Фильм                            | Пиноккио                                               | Pinocchio                                                           | Силач, Дьявол, охранник в школе |
| 2020 | Фильм                            | Жадность                                               | Greed                                                               | Яннис |
| 2020 | Фильм                            | Новые мутанты                                          | The New Mutants                                                     | Отец Сэма |
| 2020 | Компьютерная игра                | Outriders                                              | Outriders                                                           | Хэви, Капитан |
| 2020 | Компьютерная игра                | Assasin's Creed Valhalla                               | Assasin's Creed Valhalla                                            | Шергар, Тен Тедмунд, горожане, воины |
| 2020 | Фильм                            | Капоне. Лицо со шрамом                                 | Capone                                                              | Ральфи |
| 2020 | Компьютерная игра                | Far Cry 6                                              | Far Cry 6                                                           | Лавочник, все кубинские горожане-мужчины |
| 2021 | Фильм                            | Кошачьи миры Луиса Уэйна                               | The Electrical Life of Louis Wain                                   | Джем Мэйс, доктор Куинток, сомелье, актер, играющий капитана в театре, кучер                                                                                          |
| 2021 | Анимационный сериал              | Дни Дага                                               | Dug days                                                            | Даг |

## Дискография
2003 — «Рукой Шекспира».
2005 — «Стендаль».
2007 — «Капуста».
2007 — «Что бы я спел на Луне».
2009 — «Белый альбом».
2011 — «Фишки».
2012 — «Золотой альбом».
2017 — «ГОЛЛИВУД»

## Награды и почётные звания
- 1994 — Дипломант конкурса им. В. С. Высоцкого (спектакль «Лето и дым»).
- 1996 — Дипломант международного фестиваля в Каире (спектакль «Византия»).
- 1999 — Дипломант международного фестиваля им. В. В. Набокова (спектакль «Машенька»).
- 2008 — Дипломант международного фестиваля в Каире (спектакль «Ноты Нино Роты»).
- 2011 — Почётный деятель искусств города Москвы.
- 2014 — Лауреат премии «Ромашка» имени народного артиста России А. В. Ромашина за лучшую мужскую роль сезона 2013—2014 гг. по признанию зрителей за роль Петра в спектакле «Антракт».
- 2015 — Дипломант фестиваля «Молодые Театры России» в Омске (спектакль «Антракт»).
- 2016 — Дипломант театрального фестиваля в Астане (спектакль «Антракт»).
- 2023 — Медаль «За труды в культуре и искусстве» (23 октября 2023 года) — за заслуги в развитии отечественной культуры и искусства, многолетнюю плодотворную деятельность[1].